# Резня в Винене
Резня в Винене (африк. Bloukransmoorde) — резня, устроенная зулусами для уничтожения фуртреккеров 17 февраля 1838 года. Она охватила территории Дорингкопа, реку Блукранс, Моурдспрут, Ренбургспрут и другие территории современного Винена.

## Описание
После убийства Питера Ретифа и его делегации, король зулусов, Дингаан, отправил свои войска уничтожать лагеря фуртреккеров у реки Бушмана. Следствием этих действий стала ответная агрессия и поражение зулусов во время битвы на кровавой реке. Утром, когда ещё поднималось солнце, в течение часа 10 000 зулусов вторглись в лагеря фуртреккеров и уничтожали всех врагов, которые попадали им на глаза. Их трупы были изуродованы и сожжены вместе с вещами.
Конвой Ханса ван Ренсбурга был вынужден покинуть свои повозки и пешком отступать в горы, на Ренсбургкоппи, который был зарыт скалой с одной стороны. Здесь они смогли продолжать отбиваться от зулусов, но боеприпасы постепенно кончались. Когда их почти не осталось, верхом к ним прибыл Мартинус Остхейзен, который рассказал о том, где находятся дополнительные припасы, после чего доставил их. Зулусы отступили.
Через 2 месяца после этого случая, 15 апреля 1838 года, Андрис Преториус рассказал об этом в своём дневнике: «Когда мы разделились, они смогли напасть на нас у лагерей Блаивекраинса, где погибло 33 мужчины, 75 женщин и 123 ребёнка.»
Сам Винен (от нидерл. wenen — Оплакивающий) был основан через 2 месяца после резни.

### Жертвы

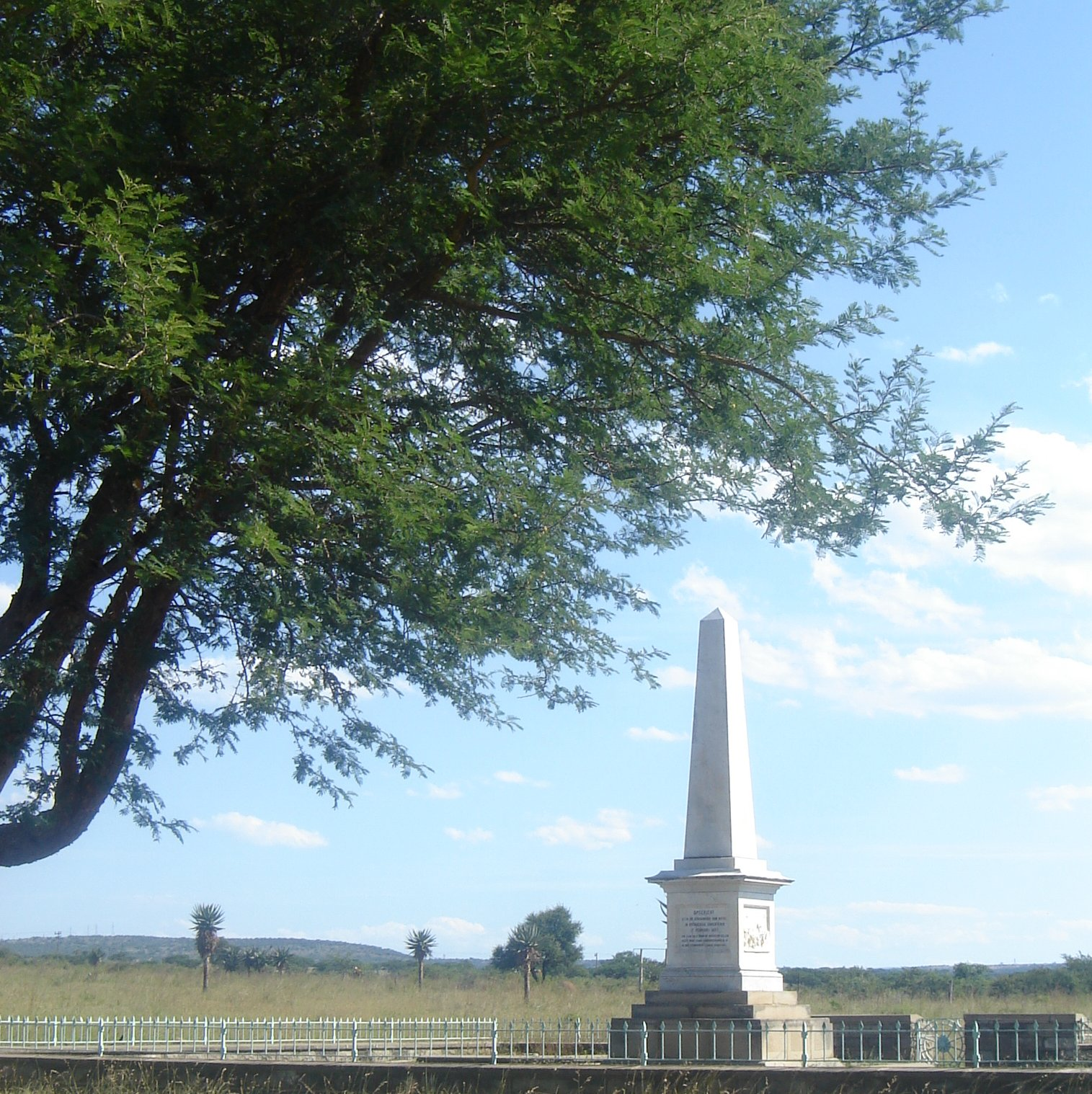
Монумент, построенный на одном из мест битвы

В общей численности было убито примерно 282 треккера, в число которых входит: 41 мужчина, 56 женщин, 185 детей. Также были убиты сопровождавшие их готтентоты и басуто, число которых 250 или 252 человека, что в общей сумме даёт 532 или 534 жертвы.
В число убитых входит и сын Александра Биггара, Джордж Биггар, торговца в Порте Наталь. Сам Александр вместе с его вторым сыном, Робертом, погиб во время ответной атаки на зулусов. Все жители лагерей около Клейн- и Хрут-Моурдспрута были убиты. Здесь находилась и одна из женщин-буров, Иоганна ван дер Мерве, которая смогла выжить после получения 21 ранения. Также, из известных жертв были убиты супруги Йоахим Йоханнес Принслоу и Марта Луиза Принслоу.